# Urtzi
Urtzi (També ortzi) és un terme basc que pot representar tant un vell substantiu comú pel cel, com el nom per un déu precristià del cel.

## Controvèrsia
L'existència d'una figura mitològica basca, Urtzi, ha estat qüestionada en nombroses ocasions. L'argument que Urtzi sigui un déu de cel basc està basat en dos arguments principals.
El primer argument principal és que el basc té nombrosos termes meteorològics i del calendari que contenen formes de l'arrel ortzi (amb les variants urtz, ortz, orz i ost), per exemple:
- ortzadar 'Arc de Sant Martí' (ortzi + adar 'banya')
- ortzi 'cel, tro'
- orzgorri (> oskorri) 'cel vermell' (ortzi + gorri 'vermell')
- ostargi 'llum de dia' (ortzi + argi 'Llum')
- ostegun 'Dijous' (ortzi + egun 'dia')
- oskarbi 'Cel clar' (ortzi + garbi 'net')

Això ha dirigit a una interpretació moderna popular de Urtzi com a déu de cel. També ha de ser esmentat que la paraula basca moderna per cel, zeru, és un préstec del llatí caelum i que la paraula urtzi o ortzi ja no s'utilitza.
El segon argument es basa en el relat del segle XII, el Còdex Calixtí, d’ Aymeric Picaud, un pelegrí francès, que va registrar diverses paraules i expressions basques. Va escriure sobre Urtzi: et Deus uocant Urcia ("i nomenen Déu com Urcia".) Atès que el material restant registrat per Picaud sembla ser molt precís, això té un cert pes.
Tot i això, no hi ha llegendes relacionades amb aquest déu i Picaud continua sent l’única referència explícita fins ara. Això havia conduït a la teoria alternativa que aquest podria haver estat un terme genèric per a "cel" i que Picaud podria haver simplement "assenyalat el cel" buscant la paraula per a Déu i se li havia proporcionat la paraula per a "cel". Aquesta explicació es recolza fins a cert punt en la inesperada terminació en cas absolutiu -a a Urcia, que ni en protobasc ni en basc modern apareix en els noms propis. Fins ara cap teoria ha estat capaç de convèncer plenament.

## Com a nom personal
Amb el modern interès ressorgit pels noms bascos, Urtzi s'ha utilitzat com a nom de pila masculí:
- Urtzi Urrutikoetxea, escriptor basc
- Urtzi Iriondo, futbolista